# Campeonato Mundial de Tiro al Plato de 1965
El XI Campeonato Mundial de Tiro al Plato se celebró en Santiago (Chile) en el año 1965 bajo la organización de la Federación Internacional de Tiro Deportivo (ISSF) y la Federación Chilena de Tiro Deportivo.

## Resultados

### Masculino
| Evento | Oro                                  | Plata                                 | Bronce                                 |
| ------ | ------------------------------------ | ------------------------------------- | -------------------------------------- |
| Foso   | Juan Enrique Lira · Chile · 292 pts. | Peter Roussos Estados Unidos 290 pts. | William Abbott Estados Unidos 290 pts. |
| Skeet  | Konrad Wirnhier RFA 199              | Jorge Jottar · Chile · 196            | Guillermo Raydan · Venezuela · 195     |

## Medallero
| Núm. | País           | Oro | Plata | Bronce | Total |
| ---- | -------------- | --- | ----- | ------ | ----- |
| 1    | Chile          | 1   | 1     | 0      | 2     |
| 2    | RFA            | 1   | 0     | 0      | 1     |
| 3    | Estados Unidos | 0   | 1     | 1      | 2     |
| 4    | Venezuela      | 0   | 0     | 1      | 1     |
|      | TOTAL          | 2   | 2     | 2      | 6     |